# James Bickford
James John Bickford –conocido como Jim Bickford– (2 de noviembre de 1912-3 de octubre de 1989) fue un deportista estadounidense que compitió en bobsleigh en las modalidades doble y cuádruple.
Participó en cuatro Juegos Olímpicos de Invierno entre los años 1936 y 1956, obteniendo una medalla de bronce en Sankt Moritz 1948 en la prueba cuádruple. Ganó tres medallas en el Campeonato Mundial de Bobsleigh entre los años 1937 y 1954.

## Palmarés internacional
| Juegos Olímpicos   | Juegos Olímpicos             | Juegos Olímpicos  | Juegos Olímpicos |
| Año                | Lugar                        | Medalla           | Prueba           |
| ------------------ | ---------------------------- | ----------------- | ---------------- |
| 1948               | Sankt Moritz (Suiza)         | Medalla de bronce | Cuádruple        |
| Campeonato Mundial |                              |                   |                  |
| Año                | Lugar                        | Medalla           | Prueba           |
| 1937               | Sankt Moritz (Suiza)         | Medalla de bronce | Cuádruple        |
| 1949               | Lake Placid (Estados Unidos) | Medalla de plata  | Cuádruple        |
| 1954               | Cortina d'Ampezzo (Italia)   | Medalla de bronce | Doble            |